# Give Me Your Love
«Give Me Your Love» es un sencillo del cantautor canadiense Bryan Adams, este fue su segundo sencillo de su carrera y del disco debut homónimo Bryan Adams.
"Give Me Your Love" es una canción la cual posee un soft rock ochentero, en el cual a simple vista pareciera que es una balada de los 70's, pero en realidad es una canción con un ritmo con el cual se ha distinguido a Bryan a lo largo de sus primeras grabaciones.
- Datos: Q5880573